# 松本秀彦
松本 秀彦（まつもと ひでひこ、1972年8月10日 - ）は、日本の格闘家。愛知県小牧市出身。木口道場所属。
21世紀初頭の日本サンボ界のエース。全日本サンボ選手権大会62kg級12連覇を達成。サンボ、柔道の大会で高成績を残している。

## 来歴
- 小牧南高校時代より柔道を始めた。
- 1991年、日本体育大学に進学し、柔道部へ入部。山本洋祐に師事。
- 大学時代、柔道に新しいエッセンスを取り入れようとサンボを始めた。
- 大学卒業後、セコム株式会社入社、柔道部に所属。木口道場に入門。
- 1994年、全日本サンボ選手権大会に初出場。決勝に進出するが若林次郎に膝固めで敗れた。
- 1995年、2度目の全日本サンボ選手権に出場。またも決勝にて若林次郎に敗れた。
- 1996年、日本で開催された世界サンボ選手権大会62kg級日本代表に選出された。
- 1999年、全日本サンボ選手権大会決勝にて若林次郎を破り初優勝を果たした。
- 2000年、世界サンボ選手権大会（ウクライナ・キエフ）で銀メダルを獲得。
- 2002年、世界サンボ選手権大会（パナマ・パナマシティ）で銀メダルを獲得。
- 2008年、世界サンボ選手権大会（ロシア・サンクトペテルブルク）で銅メダルを獲得。
- 2009年7月5日、全日本サンボ選手権大会11連覇を達成した[1]。
- 2010年7月18日、全日本サンボ選手権大会62kg級12連覇を達成した[2]。

## 戦績

### 総合格闘技
| 総合格闘技 戦績 | 総合格闘技 戦績 | 総合格闘技 戦績 | 総合格闘技 戦績 | 総合格闘技 戦績 | 総合格闘技 戦績 | 総合格闘技 戦績 |
| --------------- | --------------- | --------------- | --------------- | --------------- | --------------- | --------------- |
| 2 試合          | (T)KO           | 一本            | 判定            | その他          | 引き分け        | 無効試合        |
| 0 勝            | 0               | 0               | 0               | 0               | 0               | 0               |
| 2 敗            | 0               | 0               | 2               | 0               | 0               | 0               |

| 勝敗 | 対戦相手 | 試合結果               | 大会名                                  | 開催年月日    |
| ×    | 所英男   | 5分2R終了 判定1-2      | THE BATTLE FIELD ZST 2                  | 2003年3月9日  |
| ×    | 矢野卓見 | 5分3R終了 ポイント判定 | リングス WORLD TITLE SERIES GRAND-FINAL | 2002年2月15日 |

### グラップリング
| 勝敗 | 対戦相手 | 試合結果       | 大会名              | 開催年月日   |
| ×    | 所英男   | 2R終了 判定1-2 | ZST GT-F 【準決勝】 | 2004年3月7日 |
| ○    | 朝日昇   | 2R終了 判定3-0 | ZST GT-F 【1回戦】  | 2004年3月7日 |